# Nosliw

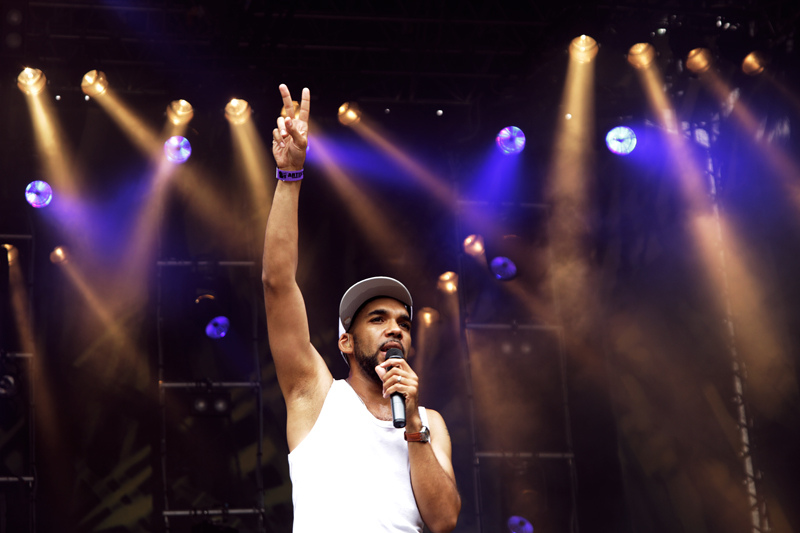
Nosliw, live beim Ruhr Reggae Summer 2010

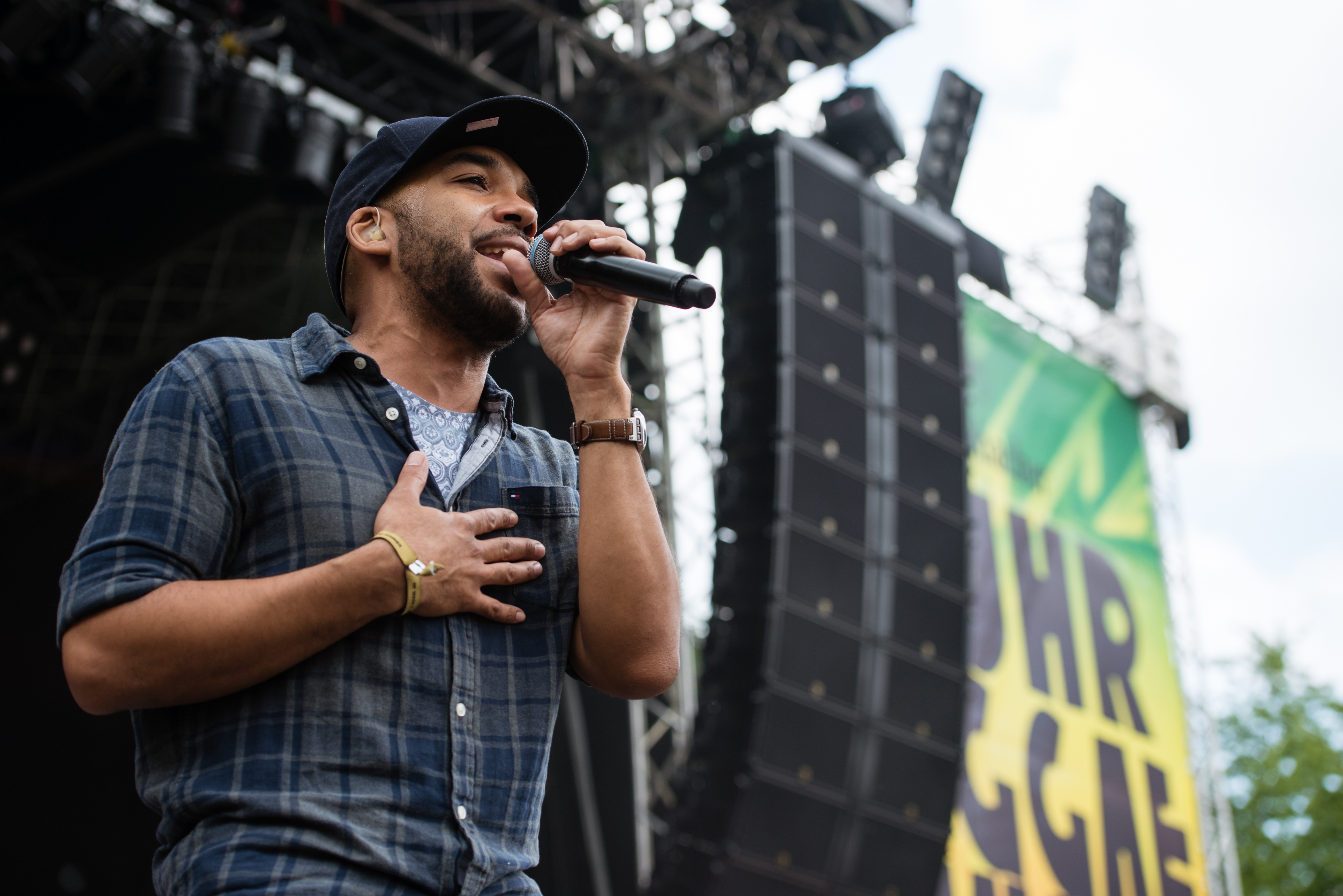
Nosliw beim Ruhr Reggae Summer 2014

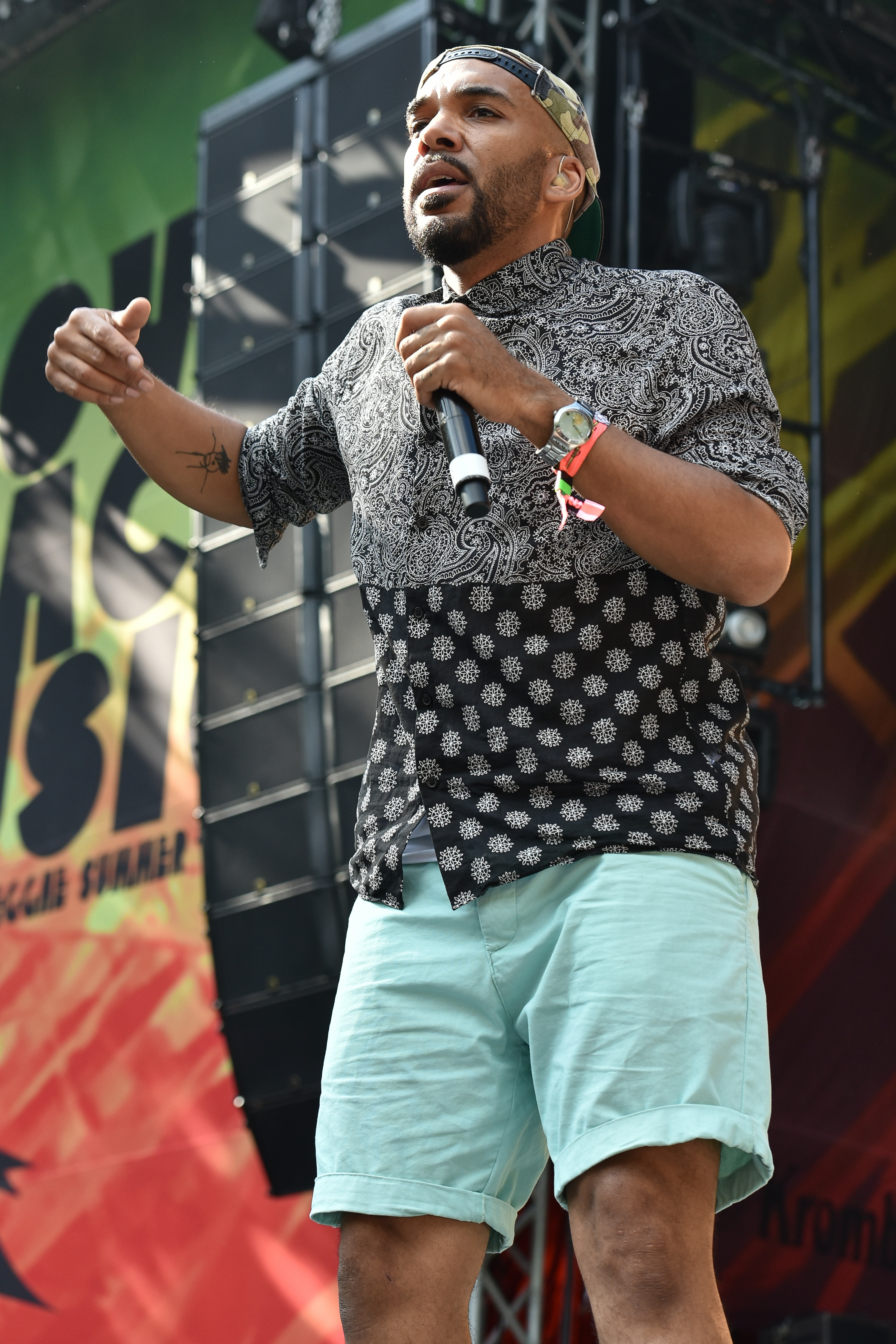
Nosliw beim Ruhr Reggae Summer 2017 in Mülheim

Nosliw, bürgerlich Eric Alain Wilson (* 1975 in Bonn), ist ein ehemaliger deutschsprachiger Reggae/Dancehall-Sänger.
Nosliw ist gelernter Gas- und Wasserinstallateur und staatlich geprüfter Logopäde. Sein Künstlername ist ein Ananym seines Nachnamens.

## Musik
Nosliw begann seine Karriere 1991 mit Hip-Hop, ab 1995 widmete er sich dem deutschsprachigen Hip-Hop. Er gründete zusammen mit Teedee die Band D.U.G. (Die Unendlichen Gedichte). Seit dem Ende der 1990er Jahre wendet er sich, inspiriert durch seinen Freund Nattyflo, mehr und mehr dem Soundtrack seiner Kindheit, Reggae und Dancehall, zu. Er erzählt hierüber in deren zusammen gemachten Song „Begegnungen“. Auf seinem Debütalbum „Mittendrin“ sind aber auch Soul- und Blueselemente enthalten, er singt darauf ausschließlich auf Deutsch und seine Texte beziehen sich, unter anderem, stark auf politische und soziale Missstände.
2002 gelang ihm der Durchbruch mit der Single „Nur Dabei“ auf dem „Doctor’s Darling“-Riddim.
Anfangs war er auf vielen Compilation-Platten mit verschiedenen Künstlern vertreten und ging mit anderen deutschen Reggae-Größen wie Seeed oder Gentleman auf Tour, wodurch er immer bekannter wurde.
Zu seinen bekanntesten Songs zählen „Nur dabei“, „Wie weit“ auf dem „Crystal Woman“-Riddim, „Oh My Gal“ auf dem „Cure“-Riddim, „Musik“' auf dem gleichnamigen Riddim, „Immer wieder hören“, oder „Mehr davon“'. Seine Alben erscheinen bei Rootdown Records.
Im Oktober 2003 erschien Nosliw auf dem Produzenten-Album „Championz League - Episode II“ des Berliner Hip-Hop-DJs Derezon, mit dem Song „Hot Shit“.
2004 produzierte er für sein Album „Mittendrin“ zusammen mit Max Herre das Duett „Königin“.
2005 wohnte er dem Projekt Brothers Keepers, auf dem Album „Am I My Brothers Keeper“ (ein gemeinsamer Song mit Promoe und Timbuktu) und auf einer gemeinsamen Tour bei. Seitdem folgten diverse lokale Diskussionsrunden in sozialen Brennpunkten Deutschlands.
Anfang 2006 nahm er zusammen mit Promoe den Track „Identity Crisis“ auf, welcher auf Promoes Album „White Man’s Burden“ zu finden ist.
Im März 2006 erschien das Produzenten-Album „Birth Of Kool“, von Kool DJ GQ, auf dem Nosliw mit dem Song „Keine Angst“, zusammen mit dem Rapper Aphroe (RAG) zu hören ist.
Seit Mai 2007 steht das zweite Album „Mehr davon“ in den Läden. Diesmal ein reines, modernes Roots-Reggae-Album. Als Gastvokalist tritt Gentleman auf.
Ende 2007 heiratete er die Schauspielerin Rebecca Lina, mit der er eine gemeinsame Tochter hat.
Im März 2008 veröffentlichte der D&B-DJ Bassface Sascha über das Label Have a Break die ersten deutschsprachigen Remixe überhaupt („Immer wieder hören“ und „Mehr davon“).
Auf dem im Dezember 2008 erschienen Produzenten-Album „Victory“ von DJ Kitsune, ist er zusammen mit dem Rapper Germany mit dem Song „Das reicht nicht“ vertreten.
Im März 2009 erschien sein dritter Longplayer „Heiss & Laut“, ein reines Dancehall-Album. Als erste Single daraus am 30. Januar 2009 das Lied „Heiss und laut“.
2017 beendete er seine Musik-Karriere – zumindest unter dem Namen Nosliw. Seit Oktober 2019 tritt er allerdings als Background- und Gastsänger bei Seeeds Bam-Bam-Tournée auf und singt bei Seeeds „Waterpumpee“ seinen eigenen Song „Nur Dabei“.

## Diskografie

### Alben
- 2004: Mittendrin
- 2007: Mehr Davon
- 2007: Mittendrin (Special Edition)
- 2009: Heiss & Laut
- 2010: Heiss & Laut – Remixed By Soulforce

### EPs
- 2002: In vollen Zügen
- 2005: Musik

### Singles
- 2001: Babylon
- 2001: Booah
- 2002: Mach Sie Klar
- 2002: Noch Nie Gesehen
- 2003: Nur Dabei
- 2003: Spart euch die Kraft
- 2003: Oh My Gal
- 2004: Alarm
- 2004: Wie weit
- 2005: Musik
- 2005: Geht es uns an
- 2006: Anfangen
- 2006: Die Schärfste
- 2006: Dope und Gras
- 2006: Allerletzte Chance
- 2007: Immer wieder hören
- 2007: Mehr davon
- 2008: Lauter
- 2008: Geht es noch?
- 2008: Dein Dein Dein
- 2008: Ey jau
- 2009: Heiss & Laut
- 2009: Hörnichauf
- 2010: Nazis Raus
- 2011: YeahYeahYeahYeahYeah
- 2011: Flamme Hoch

### Sonstige
- 2007: Immer wieder (Juice Exclusive! auf Juice-CD #75)